# Закон Липпса — Мейера

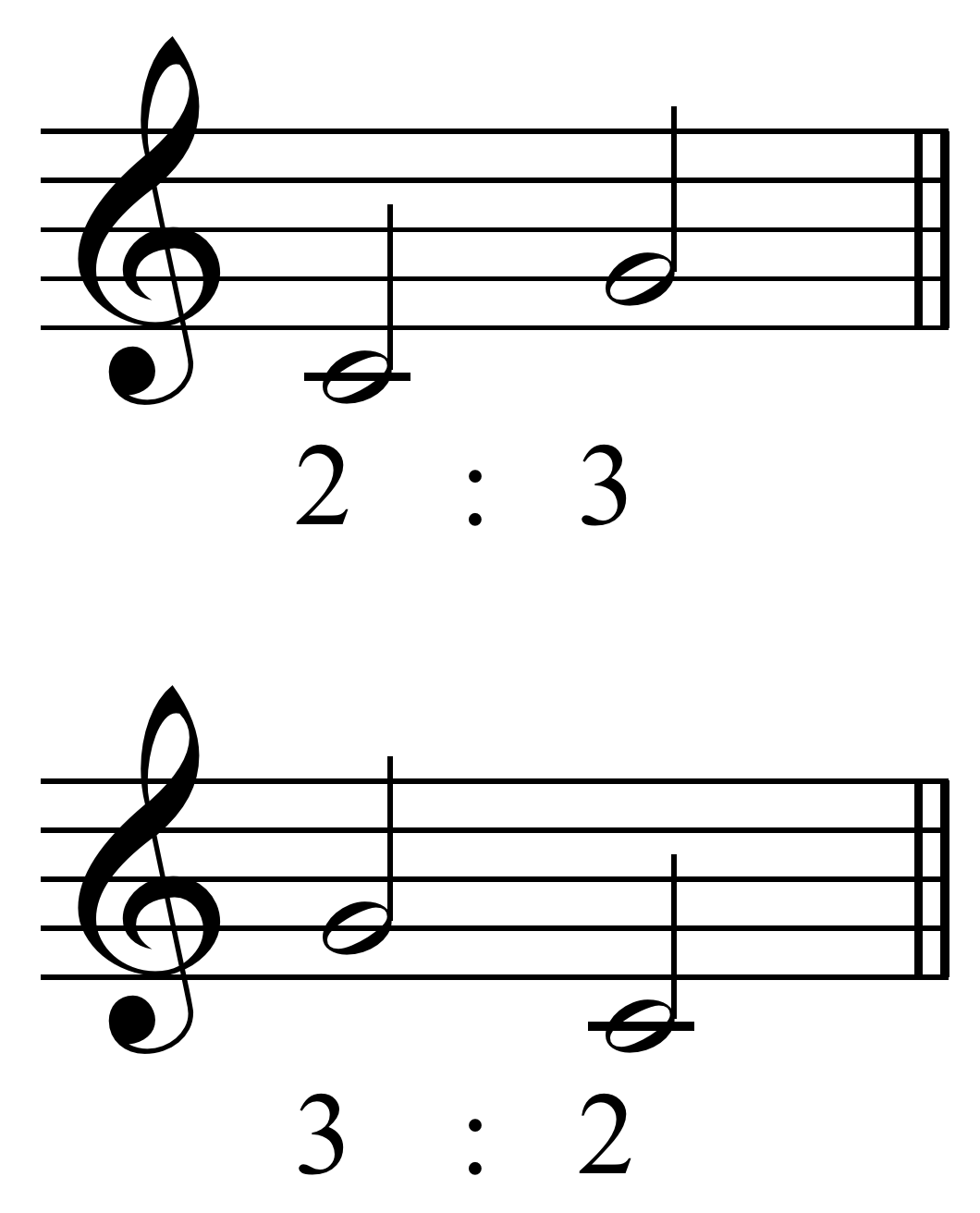
Чистая квинта.
Прослушать вверх
Прослушать вниз

Закон Липпса — Мейера утверждает, что законченность мелодических интервалов определяется тем, может ли финальный звук конкретного интервала быть выражен числом 2 или его степенью в несократимой дроби, выражающей соотношение частот звуков интервала.
В частности порядок звуков в интервале имеет значение.
Например если интервал чистой квинты, (отношение 3/2) — например (до-соль) — будут представлен как <до, соль>, (2:3) то возникнет эффект незавершённости.
В то же время как порядок <соль, до> (3:2) будет придавать эффект законченности.
Этот закон дает оценку силы интервала или его стабильности и завершённости.
Назван в честь Теодора Липпса (1851—1914) и Макса Ф. Мейера (1873—1967).

## Источник
- Meyer, M.F. (1929). «The Musician’s Arithmetic», The University of Missouri Studies, January.